# Pablo Henn
Pas d'image ? Cliquez ici

a Compétitions nationales et continentales officielles uniquement.

b Matchs officiels uniquement.
Dernière mise à jour le 6 janvier 2025.
Pablo Henn, né le 15 juillet 1982 à Don Torcuato (Argentine), est un joueur international argentin de rugby à XV. Il joue au poste de pilier.

## Biographie
Pablo Henn honore sa première cape internationale en équipe d'Argentine le 25 avril 2004 contre l'équipe du Chili.

## Statistiques en équipe nationale
- 9 sélections en équipe d'Argentine entre 2004 et 2013.
- 1 essai (5 points).
- Sélections par année : 3 en 2004, 2 en 2005, 1 en 2007, 1 en 2012, 2 en 2013.